# Komisja Stosunków Gospodarczych z Zagranicą i Gospodarki Morskiej
Komisja Stosunków Gospodarczych z Zagranicą i Gospodarki Morskiej – stała komisja sejmowa działająca do końca II kadencji. 24.06.1994 przekształcona w Komisję Stosunków Gospodarczych z Zagranicą.

## Prezydium komisji wSejmie II kadencji
- Kazimierz Modzelewski (SLD) – przewodniczący

- Jerzy Koralewski (UW) – zastępca przewodniczącego
- Jarosław Kurzawa (PSL) – zastępca przewodniczącego[1]

## Prezydium komisji wSejmie I kadencji
- Edmund Krasowski (RdR) – przewodniczący
- Józef Oleksy (SLD) – zastępca przewodniczącego
- Feliks Pieczka (ZChN) – zastępca przewodniczącego
- Mariusz Wesołowski (UD) – zastępca przewodniczącego[2]

## Prezydium komisji wSejmie X kadencji
- Andrzej Wieczorkiewicz (PZPR) – przewodniczący
- Józef Łochowski (PSL) – zastępca przewodniczącego
- Jan Bielecki (OKP) – zastępca przewodniczącego
- Zdzisław Barański (SD) – zastępca przewodniczącego[3]